# Itter (Diemel)
Itter este un afluent cu lungimea de  19,3 km al lui Diemel din Hessen și Nordrhein-Westfalen, Germania.
1. ↑   http://www.lanuv.nrw.de/fileadmin/lanuv/wasser/pdf/Gewaesserverzeichnis%20GSK3C.xls, accesat în 17 iulie 2017 Lipsește sau este vid: |title= (ajutor)